# Мартин (окръг, Флорида)
Вижте пояснителната страница за други значения на Мартин.
Окръг Мартин (на английски: Martin County) е окръг в щата Флорида, Съединени американски щати. Площта му е 1950 km², а населението - 126 731 души (2000). Административен център е град Стюарт.